# Elisabete Margue
Elisabeth Margue (nascida em 7 de abril de 1990) é uma política e advogada luxemburguesa que exerce o cargo de ministra da Justiça desde 17 de novembro de 2023.

## Vida
Elisabeth Margue estudou direito privado na Universidade Paris 1 Panthéon-Sorbonne e possui mestrado em propriedade industrial . Ela também possui mestrado em Direito pela London School of Economics . 
Ela se juntou ao Partido Popular Social Cristão em 2007.  Ela se tornou presidente deste partido em março de 2022. 
Faz parte do governo do primeiro-ministro Luc Frieden, em uma coligação entre o Partido Popular Social Cristão (CSV) e o Partido Democrático (DP) e é a atual Ministra da Justiça, Ministra delegada pelo Primeiro-Ministro, responsável pelos Meios de Comunicação Social e Comunicações, Ministra delegada pelo Primeiro-Ministro, responsável pelas Relações com o Parlamento.  